# Punten van Brocard

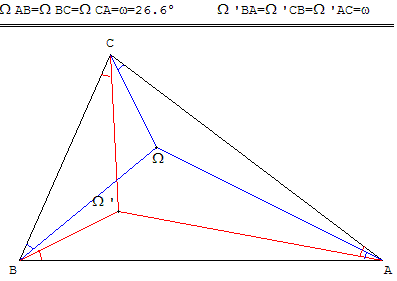
De punten van Brocard

In een driehoek is het eerste punt van Brocard het punt {\displaystyle \Omega } waarvoor geldt  {\displaystyle \angle \Omega BC=\angle \Omega CA=\angle \Omega AB}. 
Het tweede punt van Brocard is het punt {\displaystyle \Omega '} waarvoor geldt {\displaystyle \angle \Omega 'CB=\angle \Omega 'AC=\angle \Omega 'BA}. 
Het bestaan van deze punten is een gevolg van de goniometrische versie van de stelling van Ceva. Ze zijn genoemd naar de Franse wiskundige Henri Brocard.
Al de hoeken {\displaystyle \angle \Omega BC}, {\displaystyle \angle \Omega CA}, {\displaystyle \angle \Omega AB}, {\displaystyle \angle \Omega 'CB}, {\displaystyle \angle \Omega 'AC} en {\displaystyle \angle \Omega 'BA} gelijk zijn, dan wordt de grootte de hoek van Brocard genoemd, aangeduid met {\displaystyle \omega }.

## Constructie

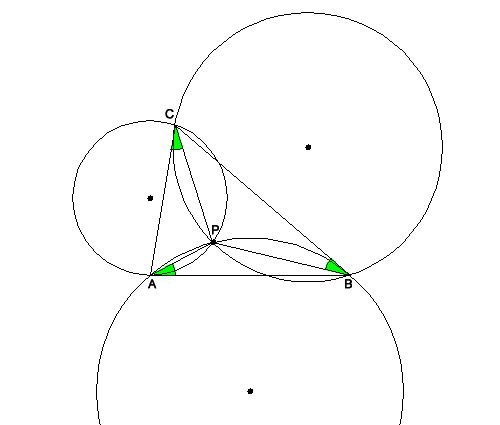
Constructie van het eerste punt van Brocard

Snijd de middelloodlijn van AB met de lijn door B loodrecht op BC. Teken een cirkel met het snijpunt als middelpunt door A en B. De raaklijn in B aan deze cirkel is BC.
Op dezelfde manier maken we een cirkel door B en C die AC raakt in C en een cirkel door A en C die AB raakt in A. Deze drie cirkels hebben een gemeenschappelijk snijpunt, het eerste punt van Brocard.
Het tweede punt van Brocard vindt men door de cirkel door A en B te laten raken aan AC in A, de cirkel door B en C te laten raken aan AB in B en die door A en C aan BC te laten raken in C.

## Coördinaten
De barycentrische coördinaten van het eerste punt van Brocard zijn
{\displaystyle \left({\frac {ac}{b}}:{\frac {ba}{c}}:{\frac {cb}{a}}\right)}
en van het tweede punt van Brocard
{\displaystyle \left({\frac {ab}{c}}:{\frac {bc}{a}}:{\frac {ca}{b}}\right)}.

## Formules voor de hoek van Brocard
Wanneer we {\displaystyle \Delta } schrijven voor de oppervlakte van ABC, dan geldt
- {\displaystyle \tan \omega ={\frac {4\Delta }{a^{2}+b^{2}+c^{2}}}}.
- {\displaystyle \cot \omega =\cot \alpha +\cot \beta +\cot \gamma }.
- {\displaystyle \sin \omega ={\frac {2\Delta }{\sqrt {b^{2}c^{2}+a^{2}c^{2}+a^{2}b^{2}}}}}

Voor elke driehoek geldt dat {\displaystyle \omega \leq 30^{\circ }}.

## Eigenschappen
- De punten van Brocard zijn isogonaal verwant.
- Neemt men het snijpunt van een zwaartelijn en een symmediaan uit twee verschillende hoekpunten, dan gaat de lijn die dit snijpunt verbindt met het derde hoekpunt door een van de punten van Brocard.
- De voetpuntsdriehoeken van {\displaystyle \Omega } en {\displaystyle \Omega '} zijn congruent en beide gelijkvormig met ABC.
- Het midden van het lijnstuk {\displaystyle \Omega \Omega '} (kimberlingnummer X(39)) ligt op de lijn door het middelpunt O van de omgeschreven cirkel en het punt van Lemoine K. De lijnen {\displaystyle \Omega \Omega '} en OK staan ook loodrecht op elkaar. De lijn OK wordt daarom de as van Brocard genoemd.